# C. J. Cherryh
C. J. Cherryh je pseudonym, pod kterým publikuje americká autorka science fiction a fantasy Carolyn Janice Cherryová (* 1. září 1942, St. Louis). Napsala více než 60 knih, získala ceny Hugo za romány Cyteen, Stanice Pell a povídku „Cassandra“.
Na University of Oklahoma absolvovala v roce 1964 z latiny a poté v roce 1965 na Johns Hopkins University získala titul Master of Arts z klasické filologie. V letech 1965–1975 pracovala v Oklahomě jako učitelka latiny a historie. Od roku 1977 je spisovatelkou na plný úvazek. Také se přestěhovala do Spokane ve státě Washington, kde žije se spisovatelkou Jane Fancherovou.

## Dílo
Cherryhová píše obvykle ve třetí osobě a popisuje jen to, co daná postava může vidět, nebo o čem může přemýšlet v dané situaci. Tedy pokud na stanici zavítá kapitán vesmírné lodě, nedozví se čtenář nic o její historii, uspořádání a konstrukci, protože tyto informace kapitán již zná a nyní o nich nepřemýšlí.
C. J. Cherryh využívá při budování světů svých děl znalostí jazyků, historie, archeologie a psychologie. Díky tomu jsou tyto světy velmi reálné. Dokonce i její mimozemské bytosti a kultury jsou zcela uvěřitelné a nutí čtenáře zamyslet se nad lidskou povahou. Díky své elegantní jednoduchosti a zároveň komplexnosti mohou tyto světy být znázorňovány spíše prostřednictvím dojmů, než popisů.

### Vesmír Aliance a Unie

#### Firemní války
- Heavy Time, 1991
- Hellburner, 1992
- Stanice Pell, Winston Smith, 1992, ISBN 80-85643-02-2 (Downbelow Station, 1981)

#### Období obnoveného přátelství
- Serpent's Reach, 1980
- Merchanter's Luck, 1982
- Forty Thousand in Gehenna, 1983
- Rimrunners, 1989
- Tripoint, 1994
- Finity's End, 1998
- Cyteen: Zrada, Triton, 2003, ISBN 80-7254-378-4 (Cyteen: The Betrayal)
- Cyteen: Znovuzrození, Triton, 2003, ISBN 80-7254-403-9 (Cyteen: The Rebirth)
- Cyteen: Očištění, Triton, 2003, ISBN 80-7254-522-1 (Cyteen: The Vindication, 1988)

#### Romány o Chanur
- Chanuřina pýcha, Návrat, 1994 (The Pride of Chanur, 1981)
- Odvážná Chanur, Návrat, 1994 (Chanur's Venture, 1984)
- The Kif Strike Back, 1985
- Chanur's Homecoming, 1986
- Chanur's Legacy, 1992

#### Stárnoucí slunce
- Kesrith, Winston Smith, 1993, ISBN 80-85643-03-0 (The Faded Sun: Kesrith, 1978)
- Shon'Jir, Winston Smith, 1993, ISBN 80-85643-10-3 (The Faded Sun: Shon'Jir, 1978)
- Kutath, Winston Smith, 1994, ISBN 80-85643-17-0 (The Faded Sun: Kutath, 1979)

#### Merovingen Nights
- Angel with the Sword,1985

#### The Age of Exploration
- Port Eternity, 1982
- Voyager in Night, 1984
- Kukaččí vejce, Svoboda, 1995 (Cuckoo's Egg, 1985)

#### The Hanan Rebellion
- Brothers of Earth, 1976
- Hunter of Worlds, 1977
- At the Edge of Space, 2003 – omnibus

#### Cyklus o Morgaine
První tři knihy vyšly také v jednom svazku jako The Morgaine Trilogy nebo The Book of Morgaine
- Brána Ivrelu, Amos, 1993 (Gate of Ivrel, 1976)
- Studna Šihuanu, Amos, 1994 (Well of Shiuan, 1978)
- Ohně Azerothu, Amos, 1995 (Fires of Azeroth, 1979)
- Brána vyhnanství, Amos, 1995 (Exile's Gate, 1988)

### Cizincův vesmír
- Cizinec, Triton, 2003, ISBN 80-7254-394-6 (Foreigner, 1994)
- Invader, 1995
- Inheritor, 1996
- Precursor, 1999
- Defender, 2001
- Explorer, 2003
- Destroyer, 2005
- Pretender, (dosud nevyšlo)

### Gene Wars
- Hammerfall,2001
- Forge of Heaven, 2004

### Další science-fiction
- Hestia, 1979
- Wave Without a Shore, 1981

### Fantasy
- Legions of Hell, 1987
- Paladin, Návrat, 1995, ISBN 80-7174-673-8 (The Paladin, 1988)
- Rusalka, 1989
- Chernevog, 1990
- Yvgenie, 1991
- The Goblin Mirror, 1992
- Faery in Shadow, 1994

#### The Fortress Series
- Fortress in the Eye of Time, 1995
- Fortress of Eagles, 1998
- Fortress of Owls, 2000
- Fortress of Dragons, 2001
- Fortress of Ice, 2005

#### Ealdwood
- The Dreamstone, 1983
- The Tree of Swords and Jewels, 1983

## Ocenění
- John W. Campbell Memorial Award
  - 1977 – Best new writer
- Hugo Award
  - 1979 – povídka – Cassandra
  - 1982 – román – Downbelow Station
  - 1989 – román – Cyteen
- Locus Award
  - 1988 – román – Cyteen
- Oklahoma Book Award Archivováno 7. 5. 2005 na Wayback Machine.
  - 2005 – za celoživotní přínos